# Первомайск (Беловодский район)
Первома́йск (укр. Первомайськ) — село, относится к Беловодскому району Луганской области Украины.
Население по переписи 2001 года составляло 216 человек. Почтовый индекс — 92834. Телефонный код — 6466. Занимает площадь 3,942 км². Код КОАТУУ — 4420684407.

## Местный совет
92833, Луганська обл., Біловодський р-н, с. Данилівка  (укр.)